# Выгреб
Выгреб — приёмник для сбора нечистот, являющийся подземной частью неканализованной уборной, или помойницы.

## Синопсис
Удаление нечистот из выгреба проводятся при помощи ассенизационного транспорта. Устройство выгреба должно удовлетворять установленным санитарным требованиям, а также заниматься предохранением воздуха, воды и почвы от загрязнения. Если устройство выгреба по каким-то причинам установлено неправильно, то это может привести к возникновению и распространению инфекционных бактериальных и паразитарных заболеваний (в частности — аскаридоза). Первоначально во Франции в 1876 году для сбора отбросов была предложена бочечная система, которая была изобретена в 1876 году в Германской империи.